# 2015年のパシフィック・リーグクライマックスシリーズ
2015年のパシフィック・リーグクライマックスシリーズは、2015年10月に開催された日本プロ野球パシフィック・リーグのクライマックスシリーズである。

## 概要
本大会はSMBC日本シリーズ2015出場権をかけたプレーオフトーナメント。
2013年のセントラル・リーグクライマックスシリーズから導入された『対戦するチームの順位上位チーム（1stステージ=2位、ファイナルステージ=1位）が引き分け以上で勝ち抜けとなる試合で「延長12回表終了時に同点」であるか、「延長12回表で先攻チーム（対戦チーム間下位）がリードし、その裏に同点に追いついた場合」はその時点でコールドゲームとする』というルールが、今大会からパ・リーグでも導入された。

### 冠スポンサー
今大会は、SMBC日興証券株式会社の特別協賛（冠スポンサー）がつき、「2015SMBC日興証券・クライマックスシリーズ・パ」と題して行われた。

### ファーストステージ
2015年度レギュラーシーズン第2位の北海道日本ハムファイターズと第3位の千葉ロッテマリーンズが3戦2勝先取制で争い、勝者がファイナルステージに進出する。
会期：10月10日から10月12日
試合開始時間：10月10日は18時00分。10月11日および12日は14時00分。
球場：札幌ドーム

### ファイナルステージ
2015年度レギュラーシーズン第1位（1勝分のアドバンテージが与えられる）の福岡ソフトバンクホークスとファーストステージ勝者の千葉ロッテマリーンズが6戦4勝先取制で争い、勝者がSMBC日本シリーズ2015への出場権を得た。
会期：10月14日から10月16日
試合開始時間：各日とも18時00分
球場：福岡ヤフオク!ドーム

### トーナメント表
|  | 1stステージ（準決勝） | 1stステージ（準決勝） |                                  |      | ファイナルステージ（決勝） | ファイナルステージ（決勝） |
|  |                       |                       |                                  |      |                            |                            |
|  |                       |                       |                                  |      |                            |                            |
|  |                       |                       |                                  |      |                            |                            |
|  |                       |                       |                                  |      |                            |                            |
|  |                       |                       | （6戦4勝制） 福岡ヤフオク!ドーム |      |                            |                            |
|  |                       |                       |                                  |      |                            |                            |
|  | ソフトバンク          | ☆○○○                  |                                  |      |                            |                            |
|  | ソフトバンク          | ☆○○○                  | （3戦2勝制） 札幌ドーム          |      |                            |                            |
|  |                       |                       | ロッテ                           | ★●●● |                            |                            |
|  | 日本ハム              | ●○●                   | ロッテ                           | ★●●● |                            |                            |
|  | 日本ハム              | ●○●                   |                                  |      |                            |                            |
|  | ロッテ                | ○●○                   |                                  |      |                            |                            |
|  | ロッテ                | ○●○                   |                                  |      |                            |                            |
|  |                       |                       |                                  |      |                            |                            |
|  |                       |                       |                                  |      |                            |                            |
|  |                       |                       |                                  |      |                            |                            |
|  |                       |                       |                                  |      |                            |                            |

☆・★=ファイナルステージのアドバンテージによる1勝・1敗分

## 試合結果

### 1stステージ
| 日付                       | 試合  | ビジター球団（先攻） | スコア | ホーム球団（後攻）         | 開催球場   |
| 10月10日（土）             | 第1戦 | 千葉ロッテマリーンズ | 9 - 3  | 北海道日本ハムファイターズ | 札幌ドーム |
| 10月11日（日）             | 第2戦 | 千葉ロッテマリーンズ | 2 - 4  | 北海道日本ハムファイターズ | 札幌ドーム |
| 10月12日（月）             | 第3戦 | 千葉ロッテマリーンズ | 2 - 1  | 北海道日本ハムファイターズ | 札幌ドーム |
| 勝者：千葉ロッテマリーンズ |       |                      |        |                            |            |

クライマックスシリーズとしては2007年のファイナルステージ以来の組み合わせとなった。初戦はロッテ打線が日本ハムの先発・大谷翔平を攻略し初戦を取ったが、2戦目は1点を追う八回にレアードの二塁打で同点とし、矢野が勝ち越しの2点適時打を放ち逆転勝ちをおさめ日本ハムが巻き返した。最終戦は1点を争う接戦の末、井口とデスパイネの本塁打で日本ハムに逆転勝利を収めたロッテがファイナルステージへ進出した。

#### 第1戦
●日本ハム 3 ‐ 9 ロッテ○（札幌ドーム）
|          | 1 | 2 | 3 | 4 | 5 | 6 | 7 | 8 | 9 | R | H  | E |
| -------- | - | - | - | - | - | - | - | - | - | - | -- | - |
| ロッテ   | 0 | 3 | 2 | 0 | 0 | 2 | 1 | 1 | 0 | 9 | 11 | 0 |
| 日本ハム | 1 | 0 | 1 | 0 | 0 | 0 | 1 | 0 | 0 | 3 | 8  | 0 |

1. （日本ハム0勝1敗）
2. ロ：○石川 (5回) - 松永 (1回) - 益田 (1回) - 大谷 (1回) - 内 (1回)
3. 日：●大谷 (2回2/3) - 鍵谷 (0回1/3) - 谷元 (2回) - 白村 (1回) - 石井 (1回) - ライブリー (2回)
4. 勝利：石川（1勝）
5. 敗戦：大谷（1敗）
6. 本塁打
ロ：清田1号（8回1点・ライブリー）
7. 審判
［球審］丹波
［塁審］石山（1B）、名幸（2B）、佐藤（3B）
［外審］本田（LL）、佐々木（RL）
8. 開始：18時00分　観衆：41,138人　時間：3時間28分

##### オーダー
| ロッテ | ロッテ | ロッテ     |
| 打順   | 守備   | 選手       |
| ------ | ------ | ---------- |
| 1      | [中]   | 荻野貴     |
|        | 打     | 井口       |
|        | 走中   | 岡田       |
| 2      | [左]   | 角中       |
| 3      | [右]   | 清田       |
| 4      | [指]   | デスパイネ |
| 5      | [一]   | 福浦       |
|        | 一     | 髙濱       |
| 6      | [二]   | クルーズ   |
|        | 走二   | 中村       |
| 7      | [遊]   | 鈴木       |
| 8      | [三]   | 今江       |
| 9      | [捕]   | 田村       |

| 日本ハム | 日本ハム | 日本ハム |
| 打順     | 守備     | 選手     |
| -------- | -------- | -------- |
| 1        | [中]     | 陽       |
| 2        | [遊]     | 中島卓   |
| 3        | [二]     | 田中賢   |
| 4        | [一]     | 中田     |
| 5        | [指]     | 近藤     |
| 6        | [三]     | レアード |
| 7        | [右]     | 淺間     |
|          | 打       | 岡       |
| 8        | [捕]     | 市川     |
|          | 打左     | 杉谷     |
| 9        | [左]     | 西川     |
|          | 捕       | 大野     |

日本ハムは自身初タイトル最多勝を涌井と共に獲得した大谷、ロッテは石川が先発。初回に日本ハムが1死2塁から田中賢の適時2塁打で1点を先制したが、ロッテは2回表に1死満塁から今江の3点適時2塁打で3点を追加すると、3回表には2死2塁からクルーズの適時打、さらに2死2塁から鈴木の適時2塁打で2点を入れ大谷をKOした。3回裏に日本ハムは1死1・3塁から中田の適時打で1点を返すが後が続かなかった。その後ロッテは6・7・8回にもそれぞれ得点を追加し日本ハムを突き放した。ロッテ先発の石川は5回2失点の好投で6回からはリリーフ陣を投入して逃げ切った。ロッテがファイナルステージ進出に王手を賭けた。一方日本ハムは大谷が誤算で後がなくなった。

#### 第2戦
○日本ハム 4 ‐ 2 ロッテ●（札幌ドーム）
|          | 1 | 2 | 3 | 4 | 5 | 6 | 7 | 8 | 9 | R | H | E |
| -------- | - | - | - | - | - | - | - | - | - | - | - | - |
| ロッテ   | 1 | 0 | 0 | 0 | 0 | 1 | 0 | 0 | 0 | 2 | 8 | 1 |
| 日本ハム | 0 | 0 | 0 | 0 | 1 | 0 | 0 | 3 | X | 4 | 9 | 0 |

1. （日本ハム1勝1敗）
2. ロ：チェン (5回) - H益田 (1回) - H松永 (1回) - ●大谷 (1回)
3. 日：メンドーサ (5回) - 谷元 (1回) - ○有原 (2回) - S増井 (1回)
4. 勝利：有原（1勝）
5. セーブ：増井（1S）
6. 敗戦：大谷（1敗）
7. 審判
［球審］佐藤
［塁審］名幸（1B）、本田（2B）、佐々木（3B）
［外審］杉本（LL）、石山（RL）
8. 開始：14時00分　観衆：41,138人　時間：3時間6分

##### オーダー
| ロッテ | ロッテ | ロッテ     |
| 打順   | 守備   | 選手       |
| ------ | ------ | ---------- |
| 1      | [中]   | 荻野貴     |
|        | 打     | 井口       |
| 2      | [左]   | 角中       |
| 3      | [右]   | 清田       |
| 4      | [指]   | クルーズ   |
| 5      | [一]   | 福浦       |
|        | 走一   | 髙濱       |
| 6      | [三]   | 今江       |
| 7      | [遊]   | 鈴木       |
| 8      | [二]   | 中村       |
| 9      | [捕]   | 田村       |
|        | 打     | デスパイネ |
|        | 走     | 伊志嶺     |

| 日本ハム | 日本ハム | 日本ハム |
| 打順     | 守備     | 選手     |
| -------- | -------- | -------- |
| 1        | [中]     | 陽       |
| 2        | [遊]     | 中島卓   |
| 3        | [二]     | 田中賢   |
| 4        | [一]     | 中田     |
| 5        | [指]     | 近藤     |
| 6        | [三]     | レアード |
| 7        | [右]     | 岡       |
|          | 打       | 淺間     |
|          | 打左     | 矢野     |
|          | 走左     | 西川     |
| 8        | [左]右   | 杉谷     |
| 9        | [捕]     | 大野     |

日本ハムはメンドーサ、ロッテはチェンが先発。ロッテは昨日の勢いそのままに初回から攻め、2死1．2塁から福浦の適時打で1点を先制する。5回裏に日本ハムは2死2塁から中島卓の適時打で同点に追いつくが、6回表にロッテは1死満塁から中村の三ゴロの間に三塁走者髙濱が生還し再び勝ち越す。8回裏日本ハムはロッテの4番手大谷を攻め、1死1．3塁のチャンスを作り、レアードの適時二塁打、さらに1死2．3塁となおもチャンスが続き矢野が2点適時打を放ちこの回逆転した。日本ハムはこのまま逃げ切って1勝1敗のタイに戻し、第3戦で決着を付けることになった。

#### 第3戦
●日本ハム 1 ‐ 2 ロッテ○（札幌ドーム）
|          | 1 | 2 | 3 | 4 | 5 | 6 | 7 | 8 | 9 | R | H  | E |
| -------- | - | - | - | - | - | - | - | - | - | - | -- | - |
| ロッテ   | 0 | 1 | 0 | 0 | 0 | 0 | 1 | 0 | 0 | 2 | 5  | 0 |
| 日本ハム | 1 | 0 | 0 | 0 | 0 | 0 | 0 | 0 | 0 | 1 | 10 | 0 |

1. （日本ハム1勝2敗）
2. ロ：○涌井 (6回1/3) - H松永 (0回2/3) - H大谷 (0回1/3) - S内 (1回2/3)
3. 日：吉川 (4回1/3) - H谷元 (0回2/3) - ●有原 (2回) - 白村 (1回) - 増井 (1回)
4. 勝利：涌井（1勝）
5. セーブ：内（1S）
6. 敗戦：有原（1勝1敗）
7. 本塁打
ロ：井口1号（2回1点・吉川）、デスパイネ1号（7回1点・有原）
8. 審判
［球審］佐々木
［塁審］本田（1B）、杉本（2B）、石山（3B）
［外審］丹波（LL）、名幸（RL）
9. 開始：14時00分　観衆：32,201人　時間：3時間42分

##### オーダー
| ロッテ | ロッテ | ロッテ     |
| 打順   | 守備   | 選手       |
| ------ | ------ | ---------- |
| 1      | [中]   | 荻野貴     |
| 2      | [左]   | 角中       |
| 3      | [右]   | 清田       |
| 4      | [二]   | クルーズ   |
| 5      | [一]   | 井口       |
|        | 一     | 髙濱       |
| 6      | [指]   | デスパイネ |
| 7      | [三]   | 今江       |
| 8      | [遊]   | 鈴木       |
| 9      | [捕]   | 田村       |

| 日本ハム | 日本ハム | 日本ハム |
| 打順     | 守備     | 選手     |
| -------- | -------- | -------- |
| 1        | [中]     | 陽       |
| 2        | [遊]     | 中島卓   |
| 3        | [二]     | 田中賢   |
| 4        | [一]     | 中田     |
| 5        | [指]     | 近藤     |
| 6        | [三]     | レアード |
|          | 走右     | 岡       |
| 7        | [左]     | 矢野     |
|          | 右       | 淺間     |
|          | 打       | 大谷     |
|          | 三       | 飯山     |
| 8        | [右]左   | 杉谷     |
|          | 捕       | 市川     |
| 9        | [捕]     | 大野     |
|          | 走左     | 西川     |

日本ハムは吉川、ロッテはこの年大谷と共に最多勝を分け合った涌井が先発した。日本ハムは初回、1死1．3塁から中田の適時打で1点を先制する。ロッテは2回表に先頭打者井口のソロ本塁打で同点に追いつく。5回にロッテはチャンスを作り吉川を降板に追い込むが得点を奪えなかった。一方涌井も初回以降は得点を与えないまま7回に入った。7回表、ロッテは先頭打者デスパイネが3番手の有原からソロ本塁打を放ち勝ち越しに成功する。その後ロッテは涌井から後を受けたリリーフ陣がピンチを迎えるも得点を許さず、最後は8回途中から登板した内が締めてロッテがファイナルステージ進出を決めた。日本ハムはチャンスでいいところがなくファーストステージ敗退となった。

### ファイナルステージ
| 試合                           | 日付           | ビジター球団（先攻） | スコア | ホーム球団（後攻）       | 開催球場            |
| アドバンテージ                 | アドバンテージ | 千葉ロッテマリーンズ |        | 福岡ソフトバンクホークス |                     |
| 第1戦                          | 10月14日（水） | 千葉ロッテマリーンズ | 2-3    | 福岡ソフトバンクホークス | 福岡ヤフオク!ドーム |
| 第2戦                          | 10月15日（木） | 千葉ロッテマリーンズ | 1-6    | 福岡ソフトバンクホークス | 福岡ヤフオク!ドーム |
| 第3戦                          | 10月16日（金） | 千葉ロッテマリーンズ | 1-3    | 福岡ソフトバンクホークス | 福岡ヤフオク!ドーム |
| 勝者：福岡ソフトバンクホークス |                |                      |        |                          |                     |

ファイナルステージでは3度目の組み合わせとなった。過去2回はいずれもロッテが勝利しており、しかもそれが5年周期であったことから「下剋上」・「ゴールデンイヤー」と銘打ったが、サヨナラ負けで初戦を落とすと2戦目も6回裏に5失点を喫し、3戦目も追いつくことができず3連敗（アドバンテージ分除く）で敗退した。一方のソフトバンクは、初戦の内川のサヨナラヒットで先手を取ると李大浩が期間中に2本のホームランを放つなどソフトバンク打線が爆発、シーズン中の勢いそのままに、ポストシーズンでも圧倒的な強さでロッテの反撃を寄せ付けず、2年連続の日本シリーズ進出を決めた。

#### 第1戦
○ソフトバンク 3x ‐ 2 ロッテ●（福岡ヤフオク!ドーム）
|              | 1 | 2 | 3 | 4 | 5 | 6 | 7 | 8 | 9 | 10 | R | H | E |
| ------------ | - | - | - | - | - | - | - | - | - | -- | - | - | - |
| ロッテ       | 0 | 0 | 2 | 0 | 0 | 0 | 0 | 0 | 0 | 0  | 2 | 7 | 0 |
| ソフトバンク | 0 | 0 | 2 | 0 | 0 | 0 | 0 | 0 | 0 | 1x | 3 | 9 | 0 |

1. （ソフトバンク2勝0敗）
2. ロ：大嶺祐 (3回) - H藤岡 (2回) - H益田 (1回) - H松永 (1回1/3) - H大谷 (1回2/3) - ●内 (1/3)
3. ソ：武田 (4回1/3) - H千賀 (1回2/3) - Hバリオス (2回) - Hサファテ (1回) - ○五十嵐 (1回)
4. 勝利：五十嵐（1勝）
5. 敗戦：内（1敗）
6. 本塁打
ソ：柳田1号（3回2点・大嶺祐）
7. 審判
［球審］栁田
［塁審］敷田（1B）、白井（2B）、山本（3B）
［外審］森（LL）、吉本（RL）
8. 開始：18時00分　観衆：37,360人　時間：3時間43分

##### オーダー
| ロッテ | ロッテ | ロッテ     |
| 打順   | 守備   | 選手       |
| ------ | ------ | ---------- |
| 1      | [中]   | 伊志嶺     |
|        | 中     | 岡田       |
| 2      | [左]   | 角中       |
| 3      | [右]   | 清田       |
| 4      | [一]   | 福浦       |
| 5      | [指]   | デスパイネ |
|        | 走指   | 荻野貴     |
| 6      | [二]   | クルーズ   |
| 8      | [三]   | 今江       |
| 9      | [遊]   | 鈴木       |
|        | [捕]   | 田村       |

| ソフトバンク | ソフトバンク | ソフトバンク |
| 打順         | 守備         | 選手         |
| ------------ | ------------ | ------------ |
| 1            | [一]         | 明石         |
| 2            | [二]         | 川島         |
|              | 打           | 長谷川       |
|              | 走           | 本多         |
| 3            | [中]         | 柳田         |
| 4            | [左]         | 内川         |
| 5            | [指]         | 李大浩       |
| 6            | [三]         | 松田         |
| 7            | [右]         | 中村         |
| 8            | [遊]         | 今宮         |
| 9            | [捕]         | 髙谷         |
|              | 打           | 吉村         |
|              | 捕           | 細川         |
|              | 打           | 上林         |

ソフトバンクは武田、ロッテは大嶺祐の先発で始まった。この両チームのファイナルステージの対戦は前身の2005年のプレーオフ第2ステージ、2010年のCSファイナルステージに続いて3度目となった。また、2007年のCS第1ステージでもロッテ主催で対戦経験があるが、これを含めても3回ともロッテが勝ち抜けとなっており、ファイナルステージ至っては2005年と2010年はいずれも日本シリーズ進出を決めているため、「5年周期」との声も聞かれた。ロッテは3回表に2死1．2塁から清田の2点タイムリーツーベースで2点を先制する。ソフトバンクはその裏、1死2塁から柳田の1号2ラン本塁打で同点に追いつく。その後は両チームとも投手陣の好投で得点が入らず延長戦に入った。10回裏ソフトバンクは1死満塁のチャンスを作ると内川がタイムリーを打ちソフトバンクがサヨナラ勝ちして初戦を取った。一方のロッテはCSでのソフトバンク戦の初戦はファーストステージも含めて4度目で初めての黒星となった。

#### 第2戦
○ソフトバンク 6 ‐ 1 ロッテ●（福岡ヤフオク!ドーム）
|              | 1 | 2 | 3 | 4 | 5 | 6 | 7 | 8 | 9 | R | H | E |
| ------------ | - | - | - | - | - | - | - | - | - | - | - | - |
| ロッテ       | 0 | 0 | 0 | 1 | 0 | 0 | 0 | 0 | 0 | 1 | 5 | 0 |
| ソフトバンク | 0 | 1 | 0 | 0 | 0 | 5 | 0 | 0 | x | 6 | 9 | 0 |

1. （ソフトバンク3勝0敗）
2. ロ：●古谷 (5回2/3) - 益田 (0回0/3) - 香月良 (1回1/3) - 金森 (1回)
3. ソ：○バンデンハーク (6回) - 森 (1回) - 五十嵐 (1回) - 寺原 (1回)
4. 勝利：バンデンハーク（1勝）
5. 敗戦：古谷（1勝1敗）
6. 本塁打
ソ：李大浩1号（2回1点・古谷）
7. 審判
［球審］山本
［塁審］白井（1B）、森健（2B）、吉本（3B）
［外審］秋村（LL）、敷田（RL）
8. 開始：18時00分　観衆：37,603人　時間：2時間59分

##### オーダー
| ロッテ | ロッテ | ロッテ     |
| 打順   | 守備   | 選手       |
| ------ | ------ | ---------- |
| 1      | [中]   | 伊志嶺     |
| 2      | [左]   | 角中       |
| 3      | [右]   | 清田       |
| 4      | [指]   | デスパイネ |
| 5      | [一]   | 福浦       |
|        | 一     | 髙濱       |
| 6      | [二]   | クルーズ   |
| 7      | [三]   | 今江       |
|        | 三     | 中村       |
| 8      | [遊]   | 鈴木       |
| 9      | [捕]   | 田村       |

| ソフトバンク | ソフトバンク | ソフトバンク |
| 打順         | 守備         | 選手         |
| ------------ | ------------ | ------------ |
| 1            | [二]         | 川島         |
|              | 打二         | 本多         |
| 2            | [遊]         | 今宮         |
| 3            | [中]         | 柳田         |
| 4            | [左]         | 内川         |
|              | 右           | 福田         |
| 5            | [指]         | 李大浩       |
| 6            | [三]         | 松田         |
| 7            | [右]左       | 中村晃       |
| 8            | [一]         | 吉村         |
|              | 走一         | 明石         |
| 9            | [捕]         | 髙谷         |
|              | 打           | 長谷川       |
|              | 捕           | 細川         |

ソフトバンクはシーズン負けなしのバンデンハーク、ロッテは古谷が先発した。2回裏、ソフトバンクは1死から李大浩の1号ソロ本塁打で1点を先制する。ロッテは4回表、2死2塁から田村のタイムリーで同点に追いつく。6回裏、ソフトバンクは2死1．2塁から内川の2点タイムリーツーベース、2死2塁から李大浩のタイムリー、さらに2死満塁から吉村の2点タイムリーで一挙5点を入れて勝ち越した。ソフトバンクはそのままロッテの反撃を許さず勝利。ソフトバンクが2年連続での日本シリーズ進出に王手を賭けた。ロッテは後がなくなった。

#### 第3戦
○ソフトバンク 3 - 1 ロッテ●（福岡ヤフオク!ドーム）
|              | 1 | 2 | 3 | 4 | 5 | 6 | 7 | 8 | 9 | R | H | E |
| ------------ | - | - | - | - | - | - | - | - | - | - | - | - |
| ロッテ       | 0 | 0 | 0 | 0 | 1 | 0 | 0 | 0 | 0 | 1 | 4 | 0 |
| ソフトバンク | 0 | 0 | 3 | 0 | 0 | 0 | 0 | 0 | x | 3 | 8 | 0 |

1. （ソフトバンク4勝0敗）
2. ロ：●石川 (5回2/3) - 松永 (1回1/3) - 大谷 (1回)
3. ソ：○中田 (6回0/3) - H千賀 (2回) - Sサファテ (1回)
4. 勝利：中田（1勝）
5. セーブ：サファテ（1S）
6. 敗戦：石川（1勝1敗）
7. 本塁打
ソ：李大浩2号（3回2点・石川）
8. 審判
［球審］吉本
［塁審］森健（1B）、秋村（2B）、敷田（3B）
［外審］栁田（LL）、白井（RL）
9. 開始：18時00分　観衆：37,235人　時間：2時間53分

##### オーダー
| ロッテ | ロッテ | ロッテ     |
| 打順   | 守備   | 選手       |
| ------ | ------ | ---------- |
| 1      | [左]   | 荻野貴     |
|        | 捕     | 吉田       |
| 2      | [中]左 | 伊志嶺     |
|        | 打     | デスパイネ |
| 3      | [右]   | 清田       |
| 4      | [指]   | 角中       |
| 5      | [一]   | 福浦       |
| 6      | [二]   | クルーズ   |
|        | 二     | 中村       |
| 7      | [三]   | 今江       |
| 8      | [遊]   | 鈴木       |
| 9      | [捕]   | 田村       |
|        | 打中   | 岡田       |

| ソフトバンク | ソフトバンク | ソフトバンク |
| 打順         | 守備         | 選手         |
| ------------ | ------------ | ------------ |
| 1            | [二]一       | 明石         |
| 2            | [遊]         | 今宮         |
| 3            | [中]         | 柳田         |
| 4            | [左]         | 内川         |
| 5            | [指]         | 李大浩       |
| 6            | [三]         | 松田         |
| 7            | [右]         | 中村         |
| 8            | [一]         | 吉村         |
|              | 二           | 本多         |
| 9            | [捕]         | 髙谷         |
|              | 打           | 川島         |
|              | 捕           | 細川         |

ソフトバンクは中田、ロッテは石川が先発した。3回裏、ソフトバンクは2死2塁から内川のタイムリー、さらに2死1塁から李大浩の2号2ランで3点を先制する。ロッテは5回表に1死1．3塁から、鈴木の二塁ゴロの間に三塁走者クルーズが生還し1点を返した。ソフトバンク先発の中田は6回0/3を1失点に抑える好投を見せ、リリーフ陣も千賀が7．8回を無失点に抑え、9回はサファテが締めた。ソフトバンクが負けなしの3連勝で2年連続で日本シリーズ進出を決め、CSで辛酸を舐め続けたロッテに雪辱を果たすことに成功した。一方ロッテは3試合で4点しか取れないなど打線の不振が響いて「5年周期」での日本シリーズ進出はならず、CSでのソフトバンク戦4度目にして初めて敗退した。

## テレビ・ラジオ放送

### テレビ放送
両ステージともに、有料CSチャンネルが中継に使用する球団制作映像はパ・リーグTV・ニコニコ生放送（22:00からの録画中継）にも同内容のものが使用される。

#### ファーストステージ放送日程
第1戦
- 北海道テレビ（HTB、テレビ朝日系列）※北海道ローカル
  - 放送時間：18:56 - 20:58（延長なし）[5]
- NHK BS1
  - 放送時間：18:00 - 21:30（延長あり、21:49以降はサブチャンネル102chで中継継続）[6]
- GAORA（有料CS）
  - 放送時間：17:30 - 22:00（再放送：翌6:00 - 10:30）

第2戦
- 北海道放送（HBC、TBS系列）※北海道ローカル
  - 放送時間：13:58 - 17:30（36分延長）
- NHK BS1
  - 放送時間：14:00 - 17:30（延長あり、サブチャンネル102chで放送[7]）[6][8]
- GAORA（有料CS）
  - 放送時間：13:30 - 17:55（再放送：翌6:30 - 10:30）

第3戦
- 札幌テレビ（STV、日本テレビ系列）※北海道ローカル[9]
  - 放送時間：14:55 - 16:53（最大延長17:53[10]）
- NHK BS1
  - 放送時間：14:00 - 17:30（延長あり）[6]
- GAORA（有料CS）
  - 放送時間：13:30 - 18:00（再放送：翌6:00 - 10:00）

#### ファイナルステージ放送日程
第1戦
- RKB毎日放送（RKB、TBS系列局）[12]※福岡県ローカル
  - 放送時間：18:15 - 20:54
- TOKYO MX（MX、独立局）[13]※東京都ローカル
  - 放送時間：19:00 - 22:00（60分延長。19:00 - 21:00はMX1〈091ch〉、21:00 - 22:00はMX2〈093ch〉で放送）
- NHK BS1[6]
  - 放送時間：18:00 - 21:30（延長あり、21:49以降はサブチャンネル102chで中継継続）
- FOXスポーツ&エンターテイメント（有料BS・CS）[14]
  - 放送時間：17:55 - 22:00（延長あり）

第2戦
- 福岡放送（FBS、日本テレビ系列局）[15]※福岡県ローカル
  - 放送時間：18:15 - 21:00
- TOKYO MX（MX、独立局）[13]※東京都ローカル
  - 放送時間：19:00 - 21:15（15分延長。19:00 - 21:00はMX1〈091ch〉、21:00 - 21:15はMX2〈093ch〉で放送）
- NHK BS1[6]
  - 放送時間：18:00 - 21:30（延長あり。18:00 - 20:03は101chでテニス・上海マスターズにおいて錦織圭が出場する試合の中継を行ったためそちらを優先し、21:49以降はサブチャンネル102chで中継継続）
- FOXスポーツ&エンターテイメント（有料BS・CS）[16]
  - 放送時間：17:55 - 22:00（延長あり）

第3戦
- テレビ西日本（TNC、フジテレビ系列局）[17]※福岡県ローカル 
  - 放送時間：19:00 - 20:54
- TOKYO MX（MX、独立局）[13]※東京都ローカル
  - 放送時間：19:00 - 23:00（120分延長。19:00 - 21:00はMX1〈091ch〉、21:00 - 23:00はMX2〈093ch〉で放送[18]）
- NHK BS1[6]
  - 放送時間：18:00 - 21:30（延長あり、21:49以降はサブチャンネル102chで中継継続）
- FOXスポーツ&エンターテイメント（有料BS・CS）[19]
  - 放送時間：17:55 - 22:00（延長あり）

なお、第4戦以降実施時は以下の各局で放送予定であった。
第4戦
- 九州朝日放送（KBC、テレビ朝日系列）≪鹿児島放送（KKB）との2局ネット≫
- TOKYO MX（MX、独立局）[13]※東京都ローカル
- NHK BS1[6]
- FOXスポーツ&エンターテイメント（有料BS・CS）[20]

第5戦
- 福岡放送（FBS、日本テレビ系列）※福岡県ローカル
- TOKYO MX（MX、独立局）[13]※東京都ローカル
- NHK BS1[6]
- FOXスポーツ&エンターテイメント（有料BS・CS）[21]

第6戦
- 九州朝日放送（KBC、テレビ朝日系列局）※福岡県ローカル
- TOKYO MX（MX、独立局）[13]※東京都ローカル
- NHK BS1[6]
- FOXスポーツ&エンターテイメント（有料BS・CS）[22]

### ラジオ放送

#### ファーストステージ放送日程
※HBCラジオは、自社制作の北海道ローカルで放送される。
※STVラジオは、東京の文化放送（QR）との2局ネットにより、道内と関東で放送される。全試合、ロッテ側レポーターをQRが派遣し、実況と日本ハム側レポーターはSTVのアナウンサーが担当。なお、土曜・日曜のデーゲームの放送はワイド番組（『日高晤郎ショー』『Yo!Hey!サンデー!』）を優先し中継しない方針のため、第2戦のみQR向けの裏送りで放送される。
- ※文化放送は第3戦が自社制作で生中継を行っている出雲全日本大学選抜駅伝競走の開催日に当たったが、西武が出場しないカードであったためこの年は出雲駅伝をメインとし、随時STVの中継を挟んだ。なお西武が出場していた場合は野球中継を優先し、例年出雲駅伝はBBQR配信もしくはいずれの媒体でも生中継を実施していない。

※NHKのラジオ放送は、NHK札幌放送局のラジオ第一放送が北海道ローカルで、NHK千葉放送局のFM放送が千葉県ローカルで、それぞれ独自の内容で放送。
第1戦
- HBCラジオ≪北海道ローカル≫
- STVラジオ≪文化放送（QR）との2局ネット≫
- NHKラジオ第1≪北海道ローカル≫

第2戦
- HBCラジオ≪北海道ローカル≫
- 文化放送（QR）≪関東広域圏ローカル、STV制作の裏送り[脚注 3]≫
- NHKラジオ第1≪北海道ローカル≫
- NHK-FM≪千葉県ローカル≫

※STVラジオはワイド番組（『Yo!Hey!サンデー!』）放送のため中継なし
第3戦
- HBCラジオ≪北海道ローカル≫
- STVラジオ≪文化放送（QR）との2局ネット[脚注 4]≫
- NHKラジオ第1≪北海道ローカル[脚注 5]≫
- NHK-FM≪千葉県ローカル≫

#### ファイナルステージ放送日程
※ファーストステージはクライマックス・セ『巨人×阪神』をABCラジオからのネット受けで放送したCBCラジオは、ファイナルステージではこのカードをRKBラジオからのネット受けで放送。
※在京2局（TBS・QR）は在福局の垂れ流しではなく、自社乗り込みでの中継となった（なお、TBSは土日の昼帯では通常編成での放送を優先するため、第4・5戦の放送予定はなかった）。
※日本ハムがファイナルステージに進出した場合、HBCラジオは福岡に乗り込んで自社制作で中継する予定だったが、1stステージ敗退が決まり、中継そのものも中止となった。
第1戦
- KBCラジオ≪福岡県ローカル≫
- RKBラジオ≪CBCラジオとの2局ネット≫
- 文化放送（QR）≪関東広域圏ローカル≫
- TBSラジオ≪関東広域圏ローカル≫
- NHKラジオ第1≪全国放送≫

第2戦
- KBCラジオ≪福岡県ローカル≫
- RKBラジオ≪CBCラジオとの2局ネット≫
- 文化放送（QR）≪関東広域圏ローカル≫
- TBSラジオ≪関東広域圏ローカル≫
- NHKラジオ第1≪全国放送≫

第3戦
- KBCラジオ≪福岡県ローカル≫
- RKBラジオ≪CBCラジオとの2局ネット≫
- 文化放送（QR）≪関東広域圏ローカル≫
- TBSラジオ≪関東広域圏ローカル≫
- NHKラジオ第1≪全国放送≫

なお、第4戦以降実施時は以下の各局で放送予定であった。
第4戦
- KBCラジオ≪福岡県ローカル≫
- RKBラジオ≪CBCラジオとの2局ネット≫
- 文化放送（QR）≪関東広域圏ローカル≫
- NHKラジオ第1≪全国放送≫

第5戦
- KBCラジオ≪福岡県ローカル≫
- RKBラジオ≪CBCラジオとの2局ネット≫
- 文化放送（QR）≪関東広域圏ローカル≫
- NHKラジオ第1≪全国放送≫

第6戦
- KBCラジオ≪福岡県ローカル≫
- RKBラジオ≪CBCラジオとの2局ネット≫
- 文化放送（QR）≪関東広域圏ローカル≫
- TBSラジオ≪関東広域圏ローカル≫
- NHKラジオ第1≪全国放送≫